# Poecilonota viridicyanea
Poecilonota viridicyanea är en skalbaggsart som beskrevs av Nelson 1997. Poecilonota viridicyanea ingår i släktet Poecilonota och familjen praktbaggar. Inga underarter finns listade i Catalogue of Life.